# 75-й отдельный разведывательный батальон
75-й отдельный разведывательный батальон — специальное подразделение 6-й стрелковой дивизии 4-й армии Западного военного округа, личный состав которого принимал участие в обороне Брестской крепости.

## История
Сформирован 7-12 сентября 1939 года в г. Орле на базе дивизионной разведывательной роты по штату №04/400-416. В составе дивизии участвовал в Освободительном походе в Западную Белоруссию. 5 ноября того же года расквартирован в цитадели Брестской крепости.
В ночь на 22 июня 1941 года большая часть комсостава батальона находилась на квартирах за пределами цитадели (в домах комсостава на Северном острове и в Бресте). Командир батальона убыл на учёбу, оставив вместо себя начальника штаба. Бронетехника в парке стояла без пулемётов и боеприпасов.
С началом войны большая часть командиров не смогла пробиться в расположение батальона и приняла бой в городе или в других частях крепости. Дежурный по батальону лейтенант Галустьянц приказал экипажам занимать места в боевых машинах. Два танка Т-37 без пулемётов отправились на Северный остров, чтобы забрать командиров из домов комсостава, но забрали одного только старшину Козлова и старшего лейтенанта Долженко, а на обратном пути в цитадели были обстреляны своими или противником, были вынуждены вернуться на Северный остров, где возле Трёхарочного моста были подбиты, после чего экипажи танков и старшина Козлов присоединились к отряду бойцов из разных частей во главе с комиссаром Венедиктовым, защищавшему Северные ворота, а затем перешли в Восточный форт.
17 сентября 1941 года переформирован в 75-ю отдельную разведывательную роту.

## Состав, структура и вооружение

### Штатный состав (в скобках списочный состав на 1 июня 1944 года)
- Численность батальона: 273 чел. (166 чел.)
  - Комначполитсостав: 32 чел. (24 чел.)
  - Младший комсостав: 50 чел. (55 чел.)
  - рядовой состав: 191 чел. (87 чел.)

### Организационно-штатная структура батальона
- штаб
- мотострелковая рота
  - 3 стрелковых взвода
  - миномётный взвод
- танковая рота
  - 3 танковых взвода
- автоброневая рота
  - 3 автоброневых взвода
- взвод связи
- парковый взвод
- мастерская боепитания
- обозно-вещевая мастерская
- столовая
- клуб
- санитарная часть.

### Основное вооружение батальона
- танки Т-37 и Т-38: 16 ед.
- бронеавтомобили БА-3, БА-10 и Д-12: 10 ед.
- автомашины ГАЗ-АА: 28 ед.
- мотоциклы: 7 ед.

### Размещение в крепости
- Восточная часть кольцевой казармы: танковая рота, мотострелковая рота, парковый взвод, л/с обозно-вещевой мастерской, клуба и столовой
- Белый дворец: караульное помещение внутреннего караула, склад боепитания, склад обозно-вещевой службы, обозно-вещевая мастерская, кухня, столовая, склад продовольственно-фуражной службы, клуб, библиотека.
- Инженерное управление: автоброневая рота, взвод связи, л/с мастерской боепитания, мастерская боепитания, мастерская связи, авторемонтная мастерская, спортивный зал, санитарная часть, штаб, дежурная часть батальона.
- Разрыв кольцевой казармы: открытая стоянка техники батальона.

## Командный состав батальона на 22 июня 1941 года
- Командир батальона: майор Кудинов Иван Тихонович
- Начальник штаба батальона: старший лейтенант Долженко Пётр Фёдорович
- Помощник начальника штаба: лейтенант Кулаченков
- Заместитель командира батальона по политической части: батальонный комиссар Венедиктов Виктор Яковлевич
- Помощник командира батальона по снабжению: техник-интендант 2-го ранга Бондарь Иван Андреевич
- Помощник командира батальона по технической части: воентехник 2-го ранга Сукач Владимир Яковлевич
- Начальник службы боепитания: лейтенант Терещенко Георгий Данилович
- Начальник химической службы: младший лейтенант Балаев Иван Иванович
- Начальник финансовой службы: техник-интендант 2-го ранга Просов Александр Иванович
- Начальник санитарной службы: военфельдшер Гаманович Борис Фёдорович
- Начальник продовольственно-фуражной службы: младший лейтенант Зюзенков Афанасий Гаврилович
- Ответственный секретарь бюро ВКП(б) батальона: лейтенант Пашков Андрей Васильевич
- Ответственный секретарь бюро ВЛКСМ батальона: красноармеец Шугуров Алексей Климентьевич
- Танковая рота:
  - Командир: старший лейтенант Бебех Валериан Ефимович
  - Заместитель командира роты по строевой части: младший лейтенант Силуков Михаил Александрович
  - Заместитель командира роты по технической части: младший воентехник Цуканов Василий Тарасович
  - Командир 1-го взвода: младший лейтенант Антонов Василий Иванович
  - Командир 2-го взвода: сержант Панченко Иван Григорьевич
  - Командир 3-го взвода: младший лейтенант Рашевский Александр Сидорович
- Автоброневая рота:
  - Командир: старший лейтенант Нагинай Григорий Николаевич
  - Заместитель командира роты по политчасти: политрук Шеин Иван Егорович
  - Заместитель командира роты по строевой части: лейтенант Батунов Михаил Степанович
  - Помощник командира роты по технической части: младший воентехник Литвинов Тихон Никифорович
  - Командир 1-го взвода: старшина Козлов Алексей Никифорович
  - командир 2-го взвода: лейтенант Галустьянц Мкртыч Амбарцумович
  - Командир 3-го взвода: старший сержант Григорьев Алексей Акимович
- Стрелковая рота:
  - Заместитель командира роты по политчасти: политрук Нагорный Яков Харитонович
  - Заместитель командира роты по строевой части: младший лейтенант Павлюшин Пётр Григорьевич
  - Командир 1-го взвода: младший лейтенант Новиков Семён Васильевич
  - Командир 2-го взвода: младший лейтенант Козлов Алексей Яковлевич
  - Командир 3-го взвода: младший лейтенант Сорокин Павел Степанович
  - Командир миномётного взвода: младший лейтенант Михалевич Николай Иванович